# Pipistrellus angulatus
Pipistrellus angulatus es una especie de murciélago de la familia Vespertilionidae.

## Distribución geográfica
Se encuentra en Indonesia, Papúa Nueva Guinea Islas Salomón.